# 毛静秋
毛静秋（1962年9月—），女，中华人民共和国外交官，曾任中华人民共和国驻苏黎世总领事兼驻列支敦士登总领事和中华人民共和国驻慕尼黑总领事。

## 生平
1984年，任华东石油学院北京研究部教师。1986年，入读外交学院国际关系史专业研究生。1989年，进入中华人民共和国外交部工作，先后在外交部苏联东欧司、外交部西欧司、驻新加坡大使馆、常驻联合国代表团任职。2005年，任驻德国大使馆参赞。2014年6月，出任中华人民共和国驻苏黎世总领事兼驻列支敦士登总领事。2016年3月，出任中华人民共和国驻慕尼黑总领事。2019年1月，自驻慕尼黑总领事离任。

## 家庭
已婚，有一女。